# Benedetto Di Falco
Benedetto Di Falco (Naples, fin du XVe siècle - Naples, après 1568) est un écrivain italien de la Renaissance.

## Biographie
Né à Naples vers la fin du XVe siècle, il jouissait, dit le Toppi, de la réputation d’un homme également spirituel et instruit. Il joignait à la connaissance des langues anciennes celle de l’hébreu, peu cultivée alors en Italie, et il en ouvre un cours à Naples avec quelque succès. On ignore les autres circonstances de la vie de Falco, et on ne peut même fixer d’une manière précise l’époque de sa mort.

## Œuvres
- De origine hebraïcarum, græcarum latinarumque litterarum, deque numeris omnibus libellus, 1510, in-4° ;
- De syllabarum poeticarum quantitate noscenda, 1529 ;
- Rimario, Naples, 1535, in-4°. C’est un dictionnaire de rimes ; il en existait déjà d’autres en Italie ; celui de Falco a l’avantage d’être plus complet, mais il contient un grand nombre de mots qui ne sont en usage que dans les Pouilles et la Calabre.
- La dichiaratione de’ molti luoghi dubbiosi d’Ariosto e d’alquanti del Petrarcha ; escusatione fatta in favor di Dante, in-4° ;
- La descrittione de i luoghi antichi di Napoli, e del suo distretto, Naples, 1559 ; in-8°, ouvrage estimé pour son exactitude), et qui a eu de nombreuses éditions. Sigebert Havercamp en a fait une traduction latine sur l’édition italienne de Naples, 1679, in-4°, qui passe pour l’une des meilleures, et on l’a insérée dans le tome 9 du Thesaur. antiq. Italiæ de Burmann.

## Source
- « Falco (Benoît di) », dans Louis-Gabriel Michaud, Biographie universelle ancienne et moderne : histoire par ordre alphabétique de la vie publique et privée de tous les hommes avec la collaboration de plus de 300 savants et littérateurs français ou étrangers, 2e édition, 1843-1865 [détail de l’édition]